# Parafia Wniebowzięcia Najświętszej Maryi Panny w Książnicach Wielkich
Parafia Wniebowzięcia Najświętszej Maryi Panny w Książnicach Wielkich – parafia rzymskokatolicka, znajdująca się w diecezji kieleckiej, w dekanacie kazimierskim.